# شعر دیگر
شعر دیگر گونه‌ای از شعر نو فارسی می‌باشد، که از سبک شعر موج نو مشتق شده‌است.

## پیشینه
پیشینهٔ تاریخی «شعر دیگر» برمی‌گردد به ظهور شاعرانی مانند: تندرکیا، محمد مقدم، شین. پرتو و هوشنگ ایرانی که در سال‌های دهه‌های ۲۰ و ۳۰ در اروپا، به‌ویژه در فرانسه تحصیل کرده بودند. آن‌ها تحت تأثیر جریان‌ها و رفتارهای رایج هنری آن زمان در اروپا، به‌خصوص حملات دادائیست‌ها و سورئالیست‌ها به شاعران رمانتیک و سمبولیست، پس از بازگشت به ایران، علم تغییر و تحول‌خواهی در شعر فارسی را بلند کردند.
تندرکیا با معرفی شاهین و انتشار نظراتش به‌دلیل هیجان‌زدگی و دقیق‌نشدن در زمینه‌های تحول شعر فارسی توفیقی کسب نکرد، اما برای معرفی انواع دیگر شعر در سال‌های بعد، از جمله شعر سپید و موج نو زمینه را فراهم ساخت.
محمد مقدم نیز سه مجموعه شعر منتشر کرد که در آن‌ها رگه‌های خلاقی دیده می‌شود، اما عملاً در کارش استمراری نبود و ظاهراً پس از بازگشت به ایران بیشتر از روی ذوق‌زدگی و تفنن در این راه قدم گذاشت. عمر شاعری او کمتر از یک دهه بود.
علی شیرازپور پرتو (شین. پرتو) به‌عنوان شاعری جدی توفیقی پیدا نکرد و در کار او هم استمراری نبود، اما به سبب استفاده از شکل‌های تازهٔ خیال و تازگی شعرش، نیما در نامه‌ای مفصل از او تمجید کرد.
هوشنگ ایرانی در این میان شخصیتی متمایز است. وی طی یک دهه (سال‌های دههٔ ۳۰) با انتشار بیانیه‌ها و شعرهایش شهرتی به‌هم زد و در همراهی با گروه «خروس جنگی» که عده‌ای از هنرمندان جوان و نوجو بودند، سعی کرد پایه‌های ادبیات سورئالیستی را در ایران محکم کند. او هم در این دوره به دلیل: انتقادهای تندی که از سوی شاعران نوگرا و کهن‌سرای مطرح آن زمان به روش شاعرانه‌اش شد، همچنین نبود آمادگی لازم و زمینه‌های اجتماعی مناسب در بین مخاطبان شعر برای پذیرش ایده‌های او و مواضع سختی که در برابر نوآوری‌های نیما اتخاذ کرد، هرچند بر شعر شاعرانی چون سپهری تأثیر گذاشت و بعدها رهروان بسیاری یافت، اما در زمان خود موفقیتی کسب نکرد.
در سال‌های میانی دههٔ ۴۰، با افزایش شناخت شاعران از ادبیات معاصر جهان، افول شعر رمانتیک نوقدمائی در آثار کسانی چون نادرپور، ابتهاج و کسرائی و…، اوج‌گیری شهرت شاعران «جامعه‌گرا-حماسی» به‌خصوص شعر سپید که شاملو معرف آن بود و افزایش محبوبیت شعر نو در میان عامهٔ مردم، زمینه‌های مساعدی برای تبلیغ نظرات شاعران سورئالیست فراهم آمد. این زمان نقطهٔ آغاز راه شاعران موج نوست.
برخلاف آنچه که برخی منتقدان گفته‌اند، بعید است عنوان «موج نو» را شاعران جوان این حلقهٔ شعری صرفاً به پیشنهاد فریدون رهنما برای شعر خود انتخاب کرده باشند، زیرا در دههٔ ۳۰ هوشنگ ایرانی که در فرانسه تحصیل کرده بود، برای نخستین‌بار نشریه‌ای فرهنگی با نام «موج نو» منتشر کرد و طبق شواهدی شاعران نوگرا در سال‌های دههٔ ۴۰ از انتشار آن مطلع بوده‌اند. می‌توان این ادعا را تأیید کرد که گروهی از شاعران موج نو که در حلقهٔ احمدرضا احمدی قرار داشتند مشابه گروه خروس جنگی، گروه طرفه را که شامل هنرمندان جوان و نوجو بود معرفی کردند و نشان خروس را که نشانهٔ اصلی گروه «خروس جنگی» بود، برای نشریه‌شان برگزیدند. شاعران حلقهٔ «شعر دیگر» نیز در نخستین شمارهٔ مجلهٔ «شعر دیگر» از میان آثار شاعران پیش از خود، دو شعر از تندرکیا و هوشنگ ایرانی برگزیدند و همراه با اشعاری از بیژن الهی منتشر کردند. این موارد نشان‌دهندهٔ آشنایی جوانان نوگرای این حلقه‌ها با پیشینهٔ موج نو در ایران و چگونگی انتخاب این عنوان برای شعرشان است.
اما شاعران شعر موج نو مانند احمدرضا احمدی، در لحن و بیان، شکل تلطیف‌شدهٔ اشعار هوشنگ ایرانی را ارائه کردند و بیشتر تحت تأثیر اشعار سهراب سپهری بود، ضمن آن‌که این شاعران علاقه‌ای به صدور مانیفست برای آثارشان نداشتند. درعوض «شاعران مشکل‌گوی موج نو» از شعر و منش بیانی هوشنگ ایرانی تأثیر بیشتری گرفتند و زمینه‌های حماسی را در لحن ایشان می‌توان جست‌وجو کرد و این گروه با یدالله رؤیایی که برای روشن‌شدن شخصیت شعر موج نو و تفاوت آن با نثر به صدور مانیفست اعتقاد دارد، موافق هستند.

## انواع
اسماعیل نوری‌علاء شعر عده‌ای از شاعران شعر موج نو را از شعر موج نو اصیل نمی‌داند. او معتقد است همهٔ خصوصیات موج نو - به‌طور کلی - در مورد این شاخه صادق است، با این تفاوت که اگر در شاخهٔ اصیل موج نو کوشش در به وجود آوردن وسایل ایجاد رابطه همچنان برقرار است، در این شاخه، شعر به صورت مشکل و نامفهوم و اصم درآمده و گاه ایجاد رابطه با آن غیرممکن می‌شود. شعر این شاخه از موج نو بیشتر چشم به کوشش‌های شاخهٔ «شعر نوی حاشیه‌ای» دارد و می‌کوشد تا از تجارب دست‌نخوردهٔ آن‌ها استفاده کند. نوری‌علاء شاعران مشکل‌گوی موج نو (یا همان «شعر دیگر») را نیز به دو گروه تقسیم می‌کند:
الف. نثرگرایان مشکل‌گوی موج نو؛ که در آن میان از بهرام اردبیلی، بیژن الهی، پرویز اسلامپور، هوتن نجات، حسین رسائل و حمید عرفان نام می‌برد؛ و دربارهٔ بیژن الهی می‌نویسد:
اولین کسی که در این راه قدم می‌زند بیژن الهی است. او که در اشعار نخستین خود تمایلی به ساده‌گویی و ایجاد رابطه با خواننده [داشت] رفته‌رفته از این کار سر باز می‌زند و اشعارش به یک‌باره تبدیل به حجمی سیاه و دست‌نیافتنی می‌گردد.
ب. نظم‌گرایان مشکل‌گوی موج نو؛ که به اعتقاد نوری‌علاء مهم‌ترین شاعر این شاخه یدالله رؤیایی است.

## شاعران
- هوشنگ ایرانی
- تندرکیا
- بیژن الهی
- بهرام اردبیلی
- هوشنگ چالنگی
- قاسم آهنین‌جان
- هرمز علی‌پور
- پرویز اسلام‌پور
- هوشنگ آزادی ور
- یدالله رؤیایی
- بهرام اردبیلی
- ابراهیم ناصری